# Eccellenza Piemonte-Valle d'Aosta
L'Eccellenza Piemonte-Valle d'Aosta è un campionato dilettantistico di calcio e raccoglie formazioni piemontesi e valdostane.

## Struttura
Il campionato raccoglie 36 squadre suddivise in due gironi all'italiana.
Le squadre che al termine del torneo risultano prime classificate nei due gironi vengono direttamente promosse alla Serie D; altre sei squadre (le seconde, terze e quarte classificate) si disputano l'ammissione alla fase finale dei play-off nazionali di Eccellenza (le terze sfidano le quarte e le vincenti del confronto incontrano le seconde).
Retrocedono in Promozione la quindicesima e la sedicesima classificata di ogni girone. Le tredicesime e le quattordicesime si affrontano in un play-out per designare la terza squadra retrocessa.

## Albo d'oro
| Stagione | Girone A                | Girone B            | Promossa ai playoff nazionali | Partecipa ai playoff nazionali                  |
| -------- | ----------------------- | ------------------- | ----------------------------- | ----------------------------------------------- |
| 1991-92  | Châtillon Saint-Vincent | Pinerolo            |                               |                                                 |
| 1992-93  | Verbania                | Moncalieri          |                               |                                                 |
| 1993-94  | Borgosesia              | Biellese            |                               | Oleggio Fossano                                 |
| 1994-95  | Derthona                | Saluzzo             | Asti                          | Fossano                                         |
| 1995-96  | Verbania                | Fossano             | Casale                        | Oleggio                                         |
| 1996-97  | Ivrea                   | Cuneo               | Valenzana                     | Sangiustese                                     |
| 1997-98  | Sangiustese             | Novese              |                               | Acqui Cannobiese                                |
| 1998-99  | Volpiano                | Moncalieri          | Borgomanero                   | Asti                                            |
| 1999-00  | Gravellona              | Rivoli              | Bra                           | Asti                                            |
| 2000-01  | Castellettese           | Trino               |                               | Cossatese Saluzzo                               |
| 2001-02  | Cossatese               | Pinerolo            |                               | Arona Orbassano                                 |
| 2002-03  | Sparta Novara           | Orbassano           |                               | Oleggio Acqui                                   |
| 2003-04  | Giaveno                 | Novese              |                               | Rivoli Derthona                                 |
| 2004-05  | Alessandria             | Saluzzo             |                               | Nova Colligiana Asti Chisola                    |
| 2005-06  | Canelli                 | Rivarolese          |                               | Biella Villaggio Lamarmora Nova Colligiana Asti |
| 2006-07  | Favria                  | Derthona            | Novese                        | Rivoli                                          |
| 2007-08  | Valle d'Aosta           | Albese              |                               | Settimo Airaschese                              |
| 2008-09  | Borgosesia              | Acqui               | Aquanera                      | Settimo                                         |
| 2009-10  | Saint-Christophe        | Asti                |                               | Santhià Novese                                  |
| 2010-11  | Gozzano                 | Tortona             |                               | Verbania Lascaris                               |
| 2011-12  | Verbania                | Bra                 |                               | Borgomanero Airaschese                          |
| 2012-13  | Borgomanero             | Albese              | Pro Dronero                   | Borgopal                                        |
| 2013-14  | Pro Settimo & Eureka    | Acqui               | Sporting Bellinzago           | Libarna                                         |
| 2014-15  | Gozzano                 | Pinerolo            | Castellazzo Bormida           | Baveno                                          |
| 2015-16  | Virtus Verbania         | Casale              |                               | Borgaro Valenzana                               |
| 2016-17  | Borgaro                 | Castellazzo Bormida |                               | Juventus Domo Tortona                           |
| 2017-18  | Stresa                  | Pro Dronero         |                               | Baveno Saluzzo                                  |
| 2018-19  | Verbania                | Fossano             |                               | Pont Donnaz Hone Arnad Canelli                  |
| 2019-20  | Pont Donnaz Hône Arnad  | Derthona            | Saluzzo                       | Borgovercelli                                   |
| 2020-21  | RG Ticino               | Asti                |                               |                                                 |
| 2021-22  | Stresa                  | Pinerolo            | Chisola                       | Borgaro                                         |
| 2022-23  | RG Ticino               | Alba                |                               | Borgomanero Cuneo                               |
| 2023-24  | Borgaro                 | Saluzzo             | Fossano                       | Pro Novara                                      |
| 2024-25  | Biellese                | Valenzana           |                               | Pro Settimo & Eureka Pinerolo                   |

### Titoli per squadra
| Squadra                 | Titoli | Edizioni                                        |
| ----------------------- | ------ | ----------------------------------------------- |
| Verbania                | 4      | 1992-93, 1995-96, 2011-12, 2018-19 (girone A)   |
| Pinerolo                | 4      | 1991-92, 2001-02, 2014-15, 2021-22 (girone B)   |
| Derthona                | 3      | 1994-95 (girone A), 2006-07, 2019-20 (girone B) |
| Saluzzo                 | 3      | 1994-95, 2004-05, 2023-24 (girone B)            |
| Borgaro                 | 2      | 2016-17, 2023-24 (girone A)                     |
| Moncalieri              | 2      | 1992-93, 1998-99 (girone B)                     |
| Borgosesia              | 2      | 1993-94, 2008-09 (girone A)                     |
| Albese                  | 2      | 2007-08, 2012-13 (girone B)                     |
| Acqui                   | 2      | 2008-09, 2013-14 (girone B)                     |
| Asti                    | 2      | 2009-10, 2020-21 (girone B)                     |
| Fossano                 | 2      | 1995-96, 2018-19 (girone B)                     |
| Gozzano                 | 2      | 2010-11, 2014-15 (girone A)                     |
| Novese                  | 2      | 1997-98, 2003-04 (girone B)                     |
| RG Ticino               | 2      | 2020-21, 2022-23 (girone A)                     |
| Stresa                  | 2      | 2017-18, 2021-22 (girone A)                     |
| Biellese                | 2      | 1993-94 (girone B), 2024-25 (girone A)          |
| Châtillon Saint-Vincent | 1      | 1991-92 (girone A)                              |
| Ivrea                   | 1      | 1996-97 (girone A)                              |
| Cuneo                   | 1      | 1996-97 (girone B)                              |
| Sangiustese             | 1      | 1997-98 (girone A)                              |
| Volpiano                | 1      | 1998-99 (girone A)                              |
| Gravellona              | 1      | 1999-00 (girone A)                              |
| Rivoli                  | 1      | 1999-00 (girone B)                              |
| Castellettese           | 1      | 2000-01 (girone A)                              |
| Trino                   | 1      | 2000-01 (girone B)                              |
| Cossatese               | 1      | 2001-02 (girone A)                              |
| Sparta Novara           | 1      | 2002-03 (girone A)                              |
| Orbassano               | 1      | 2002-03 (girone B)                              |
| Giaveno                 | 1      | 2003-04 (girone A)                              |
| Alessandria             | 1      | 2004-05 (girone A)                              |
| Canelli                 | 1      | 2005-06 (girone A)                              |
| Rivarolese              | 1      | 2005-06 (girone B)                              |
| Favria                  | 1      | 2006-07 (girone A)                              |
| Valle d'Aosta           | 1      | 2007-08 (girone A)                              |
| Saint-Christophe        | 1      | 2009-10 (girone A)                              |
| Bra                     | 1      | 2011-12 (girone B)                              |
| Borgomanero             | 1      | 2012-13 (girone A)                              |
| Pro Settimo & Eureka    | 1      | 2013-14 (girone A)                              |
| Virtus Verbania         | 1      | 2015-16 (girone A)                              |
| Casale                  | 1      | 2015-16 (girone B)                              |
| Castellazzo Bormida     | 1      | 2016-17 (girone B)                              |
| Pro Dronero             | 1      | 2017-18 (girone B)                              |
| Pont Donnaz Hône Arnad  | 1      | 2019-20 (girone A)                              |
| Alba                    | 1      | 2022-23 (girone B)                              |
| Valenzana               | 1      | 2024-25 (girone B)                              |

## Partecipazioni
In 34 campionati dal 1991-1992 al 2025-2026 hanno partecipato 165 squadre. In grassetto le partecipanti al torneo in corso (2025-26).
- 27:  Saluzzo

- 23:  Settimo

- 22:  Borgomanero,  Cheraschese,  Fossano

- 21:  Acqui,  Oleggio,  Pro Settimo & Eureka

- 20:  Albese,  Asti[3],  Pinerolo

- 18:  Castellazzo Bormida,  Lascaris

- 17:  Aygreville[4][5],  Biellese,  Bra

- 16:  Libarna,  Rivarolese,  Rivoli,  Verbania

- 15:  Alpignano,  Lucento,  Sunese

- 14:  Baveno,  Borgaro,  Borgovercelli[6],  Chieri,  Chisola,  Novese,  Trino

- 13:  Centallo,  Pro Dronero

- 12:  Canelli,  Dufour Varallo,  Omegna

- 11:  Fulgor Chiavazzese Ronco Valdengo,  Giaveno

- 10:  Benarzole,  Busca,  Juventus Domo[7],  Olmo,  Volpiano[8]

- 9:  Arona[9],  Borgosesia,  Cerano,  Valenzana,  Varalpombiese

- 8:  Alicese[10],  Charvensod[4],  Corneliano Roero,  Derthona,  Gozzano,  Ivrea,  Mathi,  Saviglianese,  Sommariva Perno,  Vanchiglia,  Venaria

- 7:  Airaschese,  Caltignaga,  Castellettese,  Cavour,  Ciriè,  Cuneo,  Gassino San Raffaele,  La Chivasso,  Piobesi,  San Domenico Savio Asti,  Santhià,  Stresa

- 6:  Atletico Torino,  Biella Villaggio Lamarmora,  Castellamonte,  CBS Scuola Calcio[11],  Città di Cossato[12],  Città di Rivoli[13],  Moretta,  Orizzonti United,  Ovadese[14],  Tortona[15]

- 5:  Carmagnola,  Casale,  Ce.Ver.Sa.Ma Biella,  Gravellona,  Moncalieri,  Monferrato,  Nizza Millefonti,  Pombiese,  PDHAE[4],  RG Ticino[16]

- 4:  Cumiana,  Fulvius Valenza,  La Pianese,  Luese Cristo,  Nova Colligiana Asti,  Pro Villafranca,  Sangiustese,  Villafranca Piemonte,  Virtus Mondovì

- 3:  Alba,  Alessandria,  Aquanera,  ASDC Verbania[17],  Briga,  Bulè Bellinzago,  Cannobiese,  Colline Alfieri,  Crescentinese,  Saint-Christophe Vallée d'Aoste[4],  San Maurizio Canavese,  Sarre[4],  Sparta Novara,  Sporting Bellinzago,  Strambinese,  Trecate,  Valle d'Aosta[4][18]

- 2:  Asca,  Baveno Stresa,  Caselle,  Collegno,  Crevolamasera,  Doglianese,  Galliate,  Gattinara,  Marano,  Nicese,  Orbassano,  Pavarolo,  Savigliano,  Sciolze,  Sporting Cenisia,  Sportiva Nolese,  Union Bussoleno Bruzolo,  Varallo e Pombia,  Virtus Villadossola

- 1:  Accademia San Mauro Torino,  Aosta[4],  Atletico Gabetto,  Biogliese Valmos,  Cambiano,  Cavallermaggiore,  Cervere,  Châtillon Saint-Vincent[4],  Denso,  Don Bosco Nichelino,  Druentina,  Favria,  Fenusma[4],  Grugliasco,  Ivrea Banchette,  Mirafiori,  Monregale,  Pedona Borgo San Dalmazzo,  Piedimulera,  Pontecurone,  Pro Novara,  Quincinetto Tavagnasco,  Real Cureggio,  Sale Piovera,  San Carlo,  San Giacomo Chieri,  Santenese,  Santostefanese,  Verbanella Veveri,  Vigliano

## Supercoppa di Eccellenza Piemonte
La Supercoppa di Eccellenza Piemonte è stata una manifestazione tenutasi dal 1998 al 2014 tra le squadre vincitrici dei due gironi dell'Eccellenza Piemonte-Valle d'Aosta.

### Albo d'oro
- 1998-99  Moncalieri
- 1999-00  Rivoli
- 2000-01  Trino
- 2001-02  Cossatese
- 2002-03  Orbassano
- 2003-04  Novese
- 2004-05  Saluzzo
- 2005-06  Rivarolese
- 2006-07  Derthona
- 2007-08  Valle d'Aosta
- 2008-09  Acqui
- 2009-10  Saint-Christophe
- 2010-11  Tortona
- 2011-12  Verbania
- 2012-13  Albese
- 2013-14  Pro Settimo & Eureka